# Chris Billam-Smith
Chris Billam-Smith est un boxeur britannique né le 2 août 1990 à Epsom.

## Carrière
Passé professionnel en 2017, il devient champion britannique et champion d'Europe EBU des poids lourds-légers en 2021 aux dépens de 	Tommy McCarthy. Le 27 mai 2023, il affronte son compatriote Lawrence Okolie pour le titre de champion du monde WBO de la catégorie et s'impose aux points. Billam-Smith conserve son titre le 10 décembre 2023 en battant par abandon à l'issue du 8e round Mateusz Masternak puis il domine Richard Riakporhe aux points le 15 juin 2024. Il est en revanche battu par Gilberto Ramírez, champion WBA de la catégorie, le 16 novembre 2024.